# Margo Dydek
Małgorzata Teresa Dydek, coniugata Twigg, detta Margo (Poznań, 28 aprile 1974 – Brisbane, 27 maggio 2011), è stata una cestista e allenatrice di pallacanestro polacca, professionista nella WNBA.
Per tutti nota come Margo Dydek, alta 2 metri e 18 centimetri, è stata la giocatrice dalla statura più elevata della storia della Women's National Basketball Association. Prima della scomparsa militava nelle Los Angeles Sparks col ruolo di pivot.

## Informazioni personali
Al momento della nascita, era alta 55 centimetri.
Quando cominciò a giocare a pallacanestro, la Dydek poteva vantare un'altezza di 180 cm nonostante fosse solo una dodicenne. Viene considerata la "Magic Johnson in gonnella".
Calzava il 46 di scarpe .
Parlava correttamente il polacco, il francese, lo spagnolo, l'inglese e il russo.
I tre soprannomi di maggior successo che le diedero negli Stati Uniti d'America sono "Large Marge" "Duia-Fense!" e "Ptys'".
Muore il 27 maggio 2011  all'età di 37 anni a causa di un infarto.

## Carriera
Ha esordito da professionista nella squadra più titolata del suo paese, l'Olimpia Poznań, in cui è rimasta dal 1992 al 1994, per poi giocare con il Valenciennes Ochies (in Francia) dal 1994 al 1996. Prima di approdare alla WNBA fece anche un'esperienza in Spagna, anch'essa biennale, con il Pool Getafe.
Nel maggio del 1998 fece un provino per il San Antonio Silver Stars: in breve tempo la sua incredibile stazza la rese celebre, e già il 12 giugno dello stesso anno fu invitata al The Tonight Show, condotto da Jay Leno.
Nonostante avesse disputato un'ottima stagione (che le consentì di essere convocata stabilmente dalla nazionale polacca) tornò in patria per disputare il campionato locale con i team Polpharma e Lotos. Fu proclamata come la migliore giocatrice polacca del 1999 ed il quotidiano italiano La Gazzetta dello Sport le assegnò il titolo di miglior giocatrice della stagione 1999-2000.
Il 16 aprile 2005 le San Antonio Silver Stars, che detenevano ancora i suoi diritti, la cedettero alle Connecticut Sun in cambio di Katie Feenstra.

## Palmarès
- 2 volte WNBA All-Defensive Second Team (2006, 2007)
- 8 volte migliore stoppatrice WNBA (1998, 1999, 2000, 2001, 2002, 2003, 2006, 2007)